# Deux Farfelus à New York
Pour plus de détails, voir Fiche technique et Distribution.
Deux Farfelus à New York (Harry and Walter Go to New York) est une comédie américaine réalisée par Mark Rydell et sortie en 1976.

## Synopsis
Deux escrocs hauts en couleur tentent de dévaliser la plus grande banque du XIXe siècle. Mais leur braquage ne sera pas de tout repos : sur leur chemin ils devront affronter l'hostilité du voleur de banque le plus célèbre dans le monde et supporter l'affection d'une journaliste persévérante.

## Fiche technique
- Titre original : Harry and Walter Go to New York
- Titre francophone : Deux Farfelus à New York
- Réalisation : Mark Rydell
- Scénario : Don Devlin, John Byrum et Robert Kaufman
- Production : Don Devlin, Harry Gittes, Tony Bill (producteur délégué) et Sheldon Schrager (producteur associé)
- Société de distribution : Columbia Pictures et Devlin-Gittes/Tony Bill
- Compositeur : David Shire
- Photographie : László Kovács
- Montage : David Bretherton et Don Guidice
- Décors : Ruby R. Levitt
- Direction artistique : Richard Berger
- Costumes : Theoni V. Aldredge
- Durée : 115 minutes
- Pays d'origine :  États-Unis
- Langue originale : anglais
- Formats : Couleur - 35 mm - 2.35 : 1
- Genre : Comédie
- Dates de sortie : 
  - États-Unis : 17 juin 1976
  - Royaume-Uni : 19 août 1976
  - Suisse : 18 juillet 1977

## Distribution
- James Caan : Harry Dighby
- Elliott Gould : Walter Hill
- Michael Caine : Adam Worth
- Diane Keaton : Lissa Chestnut
- Charles Durning : Rufus T. Crisp
- Lesley Ann Warren	: Gloria Fontaine
- Val Avery	: Chatsworth
- Jack Gilford : Mischa
- Dennis Dugan : Lewis
- Carol Kane : Florence
- Kathryn Grody (en) : Barbara
- David Proval : Ben
- Michael Conrad : Billy Gallagher
- Burt Young : Warden Durgom
- Bert Remsen : Le garde O'Meara
- Ted Cassidy : Leary
- Michael Greene : Dan
- James De Closs : Barney
- Nicky Blair : Charley Bullard
- George Greif : Le hollandais Herman
- John Hackett : Ike Marsh
- Philip Kenneally : L'officier O'Reilly
- Jack Brodsky : Horace Finley
- Karlene Gallegly : Marie
- Colin Hamilton : George
- Warren Berlinger : Le régisseur de théâtre